# Scellus bianchi
Scellus bianchi är en tvåvingeart som beskrevs av Stackelberg 1951. Scellus bianchi ingår i släktet Scellus och familjen styltflugor. Inga underarter finns listade i Catalogue of Life.